# 利利亚娜·加芬库
利利亚娜·加芬库（羅馬尼亞語：Liliana Gafencu，1975年7月12日—），罗马尼亚女子赛艇运动员。她曾代表罗马尼亚参加1996年、2000年和2004年夏季奥林匹克运动会赛艇比赛，获得三枚金牌，均来自女子八人单桨有舵手项目。